# Tríada económica

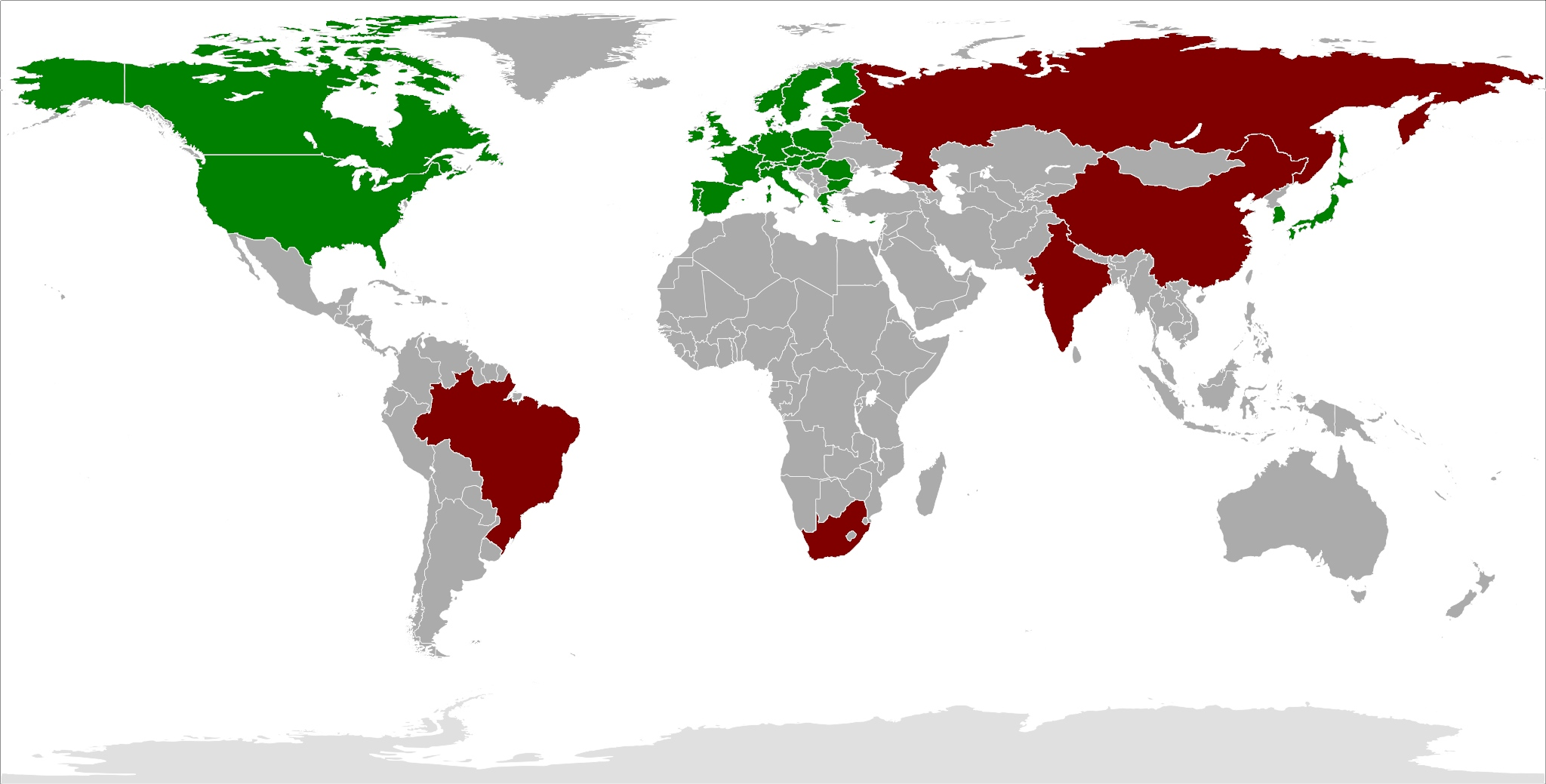
De verde los países de la tríada, de rojo los países del BRICS.

En economía, el término Tríada o Triada designa el conjunto de las tres regiones que dominan la economía mundial así como los grandes alineamientos de la política internacional: América del Norte (Estados Unidos y Canadá), Europa occidental (Unión Europea, Reino Unido, Noruega y Suiza), y el Asia-Pacífico (Japón y Corea del Sur), con tres polos dominantes en varios sentidos (que se destacan), y que son: Estados Unidos, Unión Europea y Japón.
Estos países concentran un importante manejo del comercio mundial, la producción, las operaciones financieras y el conocimiento científico, y han sido los actores principales de la mundialización y de la internacionalización. A pesar de esto, recientemente la República Popular China ha adquirido un muy importante rol en estos campos, convirtiéndose en un muy importante competidor en ascenso.

## Origen e historia de la Triada
Durante la Primera y Segunda Guerra Mundial, se produjo un momento de expansión y crecimientos para la economía estadounidense. Al ser un país con grandes recursos, Estados Unidos abasteció de productos alimenticios, manufacturas y armamento a los países aliados contra Alemania. Al mismo tiempo, como su territorio no fue campo de batalla, pudo mantener intacta su estructura económica, fue el Estado en mejores condiciones para la posguerra.
Su hegemonía no se apoyaba solo en su gran producción industrial sino también en los flujos de inversiones distribuidos por América, Asia, África y que, en conjunto sobrepasaban los de todos los países europeos juntos. Internamente se fue consolidando un mercado interno impulsado por políticas características del Estado de Bienestar.
En la posguerra, los Estados Unidos afirmaron su liderazgo, tanto político como económico. El capital acumulado a lo largo de esos años les permitió ayudar a las economías de Europa Occidental volviendo a crecer, estas,  al final de la década de 1950 e incluso incorporando políticas del Estado de Bienestar. Japón también recibió ayuda económica de los Estados Unidos y reconstruyó su economía siguiendo el modelo del país. Desde entonces, Estados Unidos, Europa Occidental y Japón, conforman la triada económica.

## La Triada y flujo económico mundial
La tríada había sido centro impulsor por excelencia de la economía y de la política en todo el mundo, y geográficamente se sitúa en el Hemisferio Norte. En un periodo histórico, Los tres polos de la tríada movilizaron más del 75% del flujo comercial mundial. Desde 2016, China es el país que más aporta al crecimiento económico mundial, dejando atrás a los Estados Unidos y representado el 31.5% del avance de la producción global, siendo esto superior a las aportaciones conjuntas de Estados Unidos, Japón y la Zona euro.
China es también, desde 2013, la mayor potencia comercial mundial de bienes, siendo su principal socio comercial la Unión Europea, seguida por Estados Unidos. Es también la principal potencia inversora mundial.

## Factores que explican la importancia de la Tríada
La amplitud de los intercambios en esos tres polos, principalmente se explican por los fuertes lazos históricos, culturales, y políticos, que de hecho tienden a marginar al resto de los espacios del sistema-mundo, léase principalmente el continente sudamericano, el continente africano, y varias zonas atrasadas y empobrecidas de Asia.
El geógrafo Laurent Carroué específicamente define la Tríada como: "los estados dominantes (Estados Unidos, Canadá, Europa Occidental, y Japón) que controlan lo esencial del poder político y económico del mundo, donde además se concentran los capitales y la actividad financiera, y donde también hay un muy buen desarrollo tecnológico y un muy buen aprovechamiento y manejo de la información y del conocimiento".
Así y en números redondos, aproximadamente el 20 % de la población dispone del 80 % del PIB mundial, 70 % de la industria, 85 % de la investigación científico-tecnológica, y 80 % de los servicios de transporte".

### Poderío económico
Como polo económico del sistema-mundo, la Tríada representaba en el año 2008, 66% del PIB mundial, bien por delante de los países del llamado BRICS (bloque de países emergentes compuesto por Brasil, Rusia, India, China, y Sudáfrica).
| Parte de la Tríada en el PIB mundial (fuente: Banco Mundial) | % en 1995 | % en 2006 | % en 2007 | % en 2008 | % en 2009 | % en 2010 | % en 2030 | % en 2050 |
| ------------------------------------------------------------ | --------- | --------- | --------- | --------- | --------- | --------- | --------- | --------- |
| Tríada                                                       | 74,26     | 72,11     | 70,00     | 57,00     | 55,00     | 54,5      | 45        | 28,4      |
| BRICS                                                        | 13,30     | 15,66     | 17,99     | 26,5      | 27,5      | 28        | 35,4      | 32,6      |
| Resto del mundo                                              | 15,44     | 16,23     | 16,41     | 16,5      | 17,5      | 17,5      | 19,6      | 39        |
| Total                                                        | 100,00    | 100,00    | 100,00    | 100,00    | 100,00    | 100,00    | 100,00    | 100,00    |

La Tríada es un importante polo de desarrollo industrial en alta tecnología, pues en el año 2008 concentraba 74% de las 500 principales empresas del mundo, y daba albergue a las principales casas-matrices de las firmas multinacionales o transnacionales:
- De la industria petrolera (Exxon Mobil, BP...),
- De la industria automotriz (Toyota, General Motors...),
- De la industria química (BASF, Dow Chemical...),
- De la industria farmacéutica (Pfizer, GlaxoSmithKline...),
- De la aeronáutica civil y militar (EADS, Boeing, Airbus...),
- De los servicios financieros (Citigroup, Bank of America...),
- de la industria agroalimentaria (Nestlé, Danone...),
- de la industria cosmética (L'Oréal...)

No obstante, China es ya la primera economía del mundo en paridad de poder de compra, y los pronósticos indican que su diferencia con Estados Unidos en este ámbito se irá ampliando. Cada vez más empresas de tecnología china se expanden y fortalecen fuera de Asia (Un ejemplo de esto es Huawei, que en 2018 superó en ventas a la compañía Apple). Un estudio durante el periodo de 1997 a 2017 indica que China lideró el porcentaje de solicitudes de patentes relacionados con la Inteligencia artificial, superando a Estados Unidos, así como el porcentaje de inversión global para I.A., superando también a los Estados Unidos.
La clasificación anual "Fortune Global 500" en 2019 indica esta lista de los 10 países con las principales compañías globales.
| Ranking | País           | Compañías |
| ------- | -------------- | --------- |
| 1       | China          | 129       |
| 2       | Estados Unidos | 121       |
| 3       | Japón          | 52        |
| 4       | Francia        | 31        |
| 5       | Alemania       | 29        |
| 6       | Reino Unido    | 17        |
| 7       | Corea del Sur  | 16        |
| 8       | Suiza          | 14        |
| 9       | Canadá         | 13        |
| 10      | Países Bajos   | 12        |

## Comparación Triada yBRICS

### BRICS
- Poseen la cuarta bolsa de valores en importancia mundial; Bovespa (São Paulo);
- Tienen la mayor reserva de hidrocarburos (entre los 5 países);
- Son la segunda, tercera, décima y decimosegunda en el Ranking de potencias mundiales
- Tan solo son 5 países.
- Tienen mayor población, y grandes extensiones de territorios

## Potencia militar
La Tríada incluye la primera potencia militar mundial: las Fuerzas Armadas de los Estados Unidos. A éstas, deben agregarse las cinco potencias militares europeas, las Fuerzas Armadas francesas, las Fuerzas Armadas Británicas, las Fuerzas Armadas Italianas, las Fuerzas Armadas Españolas y las Fuerzas Armadas de Alemania de las que las dos primeras son potencias nucleares reconocidas.
La Tríada involucró el 70% de 1,145 billones de dólares (o sea, algo más de 800 mil millones de dólares), monto estimado del presupuesto militar mundial del año 2006. Y naturalmente, en la zona geográfica involucrada con la Tríada, también es donde se encuentran las grandes firmas involucradas con el sector: Boeing, EADS, Raytheon, BAE Systems, Lockheed Martin...

## Poderío diplomático
Por razones históricas, las organizaciones políticas internacionales fueron creadas gracias a iniciativas y acuerdos entre países de la Tríada, entre las que corresponde citar a la ONU con sede en Nueva York, al FMI con sede en Washington, y a la OMC con sede en Ginebra. Los países de la Tríada, en los hechos, pueden ejercer presión sobre los países pobres, vía por ejemplo de una condonación de deuda, del otorgamiento de préstamos, a través de una asimetría estatuaria o de una laguna reglamentaria, etc.

## Potencia cultural, y una lengua muy utilizada: inglés
Con total evidencia, el inglés es la lengua natural de comunicación y de trabajo en una serie de aspectos y cuestiones que involucran a varias comunidades lingüísticas, y en particular:
- Como lengua de comunicación más frecuentemente utilizada en los negocios, y como lengua oficial y de trabajo en la mayoría de los organismos internacionales;
- Como lengua de uso corriente en actividades varias, tales como por ejemplo: turismo, grandes espectáculos deportivos, noticias, etc.

### Las mejores universidades del mundo
Según la clasificación anual de la Universidad de Shanghái (China), instituciones educativas de la Tríada ocupan los 100 primeros lugares; allí, las universidades americanas son numerosas y están entre las más prestigiosas.
Por otra parte, China supera a la Unión Europea en inversión de investigación y desarrollo, se encuentra a la par en número de publicaciones científicas con Estados Unidos y lo supera en doctorados en ingeniería y ciencias naturales.
En el ámbito económico-financiero, China ha desarrollado la iniciativa del Banco Asiático de Inversión en Infraestructura, para el desarrollo de múltiples grandes proyectos de infraestructura en Asia, siendo la iniciativa más importante de su tipo en la región, que cuenta con 87 países miembros.
| País           | %    | %    |
| País           | 2007 | 2008 |
| -------------- | ---- | ---- |
| Estados Unidos | 54   | 56   |
| Unión Europea  | 33   | 29   |
| Japón          | 6    | 4    |
| Canadá         | 4    | 4    |
| Australia      | 2    | 3    |
| Suiza          | 0    | 3    |
| Israel         | 1    | 1    |

## Un nivel de vida comparable
El nivel de desarrollo de los países de la Tríada asegura a sus poblaciones los más altos niveles de vida del mundo. Más del 97% de la población concernida en la Tríada dispone de electricidad, de agua potable, de sistema de saneamiento y de telefonía portable.
Allí, el conjunto total de la población se beneficia de un buen sistema de seguridad social; muy importante logro, en especial si lo comparamos con la mayoría de países del Sur (por ejemplo, en China el sistema de pensiones solamente cubre al 13,7% de la población, según la Agencia China Nueva).
La Tríada contienen en su seno un muy importante porcentaje de las personas llamadas ricas o millonarias. En particular Estados Unidos, Japón, y Alemania tienen el 54% de los millonarios de todo el mundo.
| País           | %    | %    |
| País           | 2006 | 2008 |
| -------------- | ---- | ---- |
| Estados Unidos | 31   | 29   |
| Unión Europea  | 21   | 21   |
| Japón          | 16   | 16   |
| China          | 4    | 5    |
| Brasil         | 1    | 3    |

## Centro de poder discutido y criticado
Los países más importantes de la Tríada, han sido objeto de críticas diversas e importantes. En efecto, reiteradamente han sido acusados tanto en foros mundiales como por centenas de ONG ecologistas y sociales:
- De ser los principales responsables del recalentamiento climático, y de contaminar el medio ambiente durante siglos y con muy pocos controles y limitaciones;
- De robar y depredar las riquezas de países menos desarrollados, directa o indirectamente, y en muchos casos con la complacencia de gobiernos corruptos;
- De imponer a nivel mundial una estructura económico-financiera que les favorece: primero a través del sistema colonial, y luego a través de una más sofisticada explotación neocolonial que incluye instituciones internacionales como el FMI o la OMC, la compra de riquezas a precios de remate, manejos financieros y especulativos de todo tipo, etc.;
- De menospreciar y socavar las culturas no occidentales, atentando así contra la diversidad cultural.

Si bien es cierto que este tipo de contestaciones y de críticas adoptan en muchos casos vías pacíficas (manifestaciones multitudinarias y ordenadas, boicot respecto de compra de productos o de asociación comercial, acalorados y encendidos discursos y debates, campañas publicitarias, etcétera), en otros casos también se recurre a la violencia y al desorden. Algunas personas consideran que incluso la ejecución de ciertos actos terroristas tienes su origen en esta desigualdad entre los países del Norte y del Sur.

## Fortalecimiento económico naciente y contestatario: BRICS
La entrada de China, Rusia, India, Brasil, y Sudáfrica en la economía mundial tiende a redistribuir las cartas en el escenario económico-financiero mundial.
China es el símbolo perfecto de este cambio. La República Popular China (país que tiene un IDH medio y peores condiciones de vida que cualquier país de la Tríada) ha conseguido situarse como la segunda potencia económica mundial, y además posee las mayores reservas financieras del mundo. Y por otra parte, en el plano político y diplomático tiene sin duda cada vez más importancia; en consecuencia China se ha erigido como uno de los nuevos polos geopolíticos desde el oriente (junto con Rusia y La India).
Por otra parte, Rusia es una potencia económica con mayor grado de Desarrollo Humano que China. El país eurasiático es el primer productor mundial de gas natural, y uno de los principales de petróleo; además está entre los cinco primeros en cuanto a recursos minerales (hulla, hierro, níquel, etcétera).
Sin embargo, el nuevo poder de las BRICs, por más que es importante, se enmarca en las reglas establecidas e impuestas por la Tríada (como son la OMC, la propiedad industrial, los derechos de autor y patentes, el funcionamiento de la ONU y el Consejo de Seguridad...). Este marco preestablecido desde la Tríada impide que los países del Sur puedan ascender en el plano internacional de forma rápida. Aun así, estas potencias emergentes han demostrado poder adaptarse a las circunstancias del juego y continuar su desarrollo.